# ناز بازفتی
ناز بازفتی (نام علمی: Sedum lineare) نام یک گونه از سرده ناز است.